# 尊仏山荘

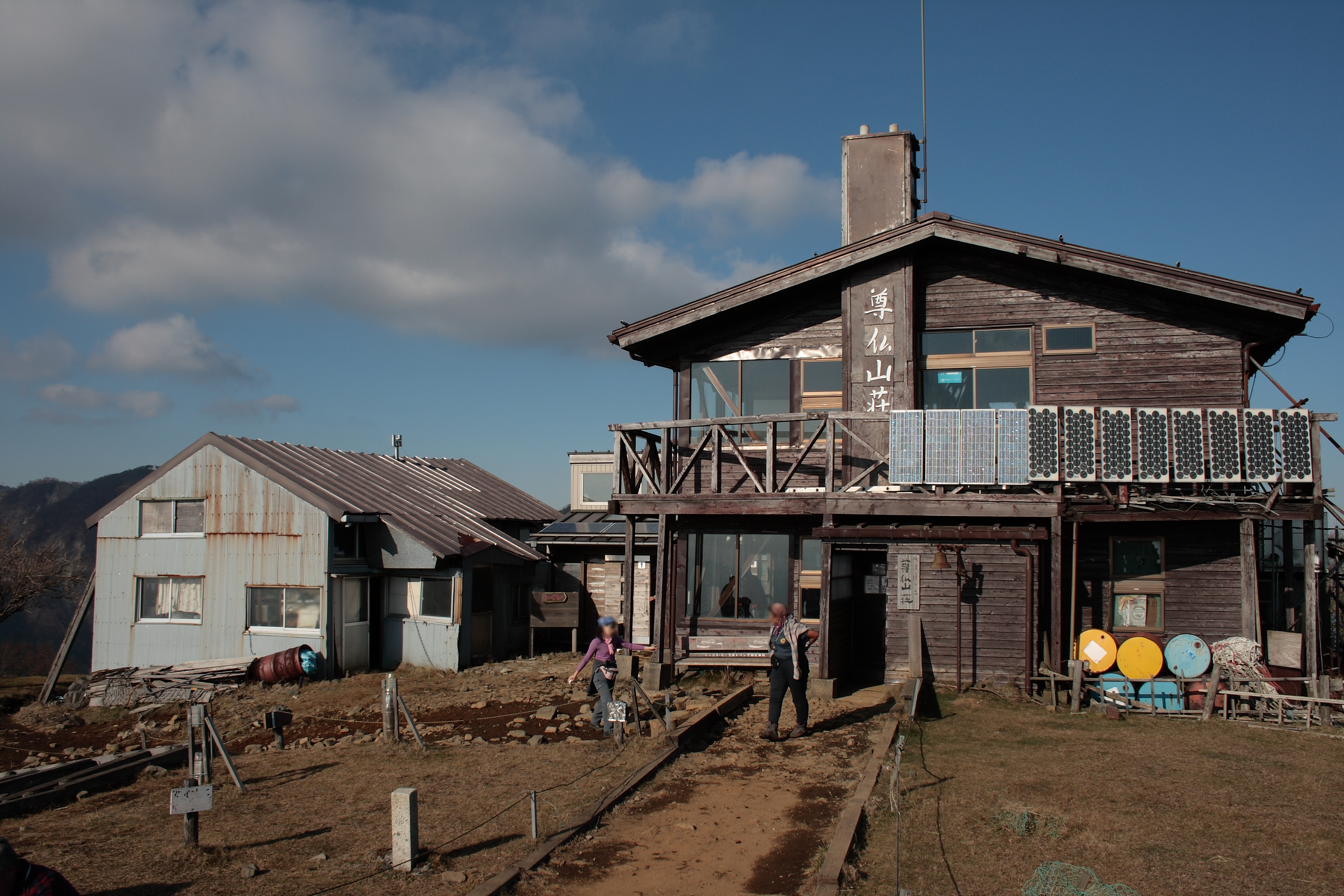

尊仏山荘（そんぶつさんそう）は神奈川県愛甲郡清川村にある山小屋である。

## 運営
丹沢山地の塔ノ岳の頂上付近にある。有限会社丹沢山荘が運営。通年営業。収容人数80人。10名以上は要予約。

## 所在地
住所は神奈川県足柄上郡山北町玄倉塔ヶ岳山頂